# 2a Mostra Internacional de Cinema de Venècia
La 2a Mostra Internacional de Cinema de Venècia es va celebrar entre l'1 i el 20 d'agost de 1934. Per primera vegada es va atorgar el premi Mussolini, amb dues variants, a la millor Pel·lícula Estrangera i a la millor Pel·lícula Italiana.

## Pel·lícules en competició
| Títol original               | Director(s)        | País de producció |
| ---------------------------- | ------------------ | ----------------- |
| Amok                         | Fiodor Otsep       | França            |
| Broken Dreams                | Robert G. Vignola  | Estats Units      |
| Ekstase                      | Gustav Machatý     | Txèquia           |
| It Happened One Night        | Frank Capra        | Estats Units      |
| La signora di tutti          | Max Ophüls         | Regne d'Itàlia    |
| Le Grand Jeu                 | Jacques Feyder     | França            |
| Little Women                 | George Cukor       | Estats Units      |
| Man of Aran                  | Robert J. Flaherty | Irlanda           |
| Queen Christina              | Rouben Mamoulian   | Estats Units      |
| The Private Life of Don Juan | Alexander Korda    | Regne Unit        |
| Teresa Confalonieri          | Guido Brignone     | Regne d'Itàlia    |
| Viva Villa!                  | Jack Conway        | Estats Units      |

## Premis
- Millor pel·lícula estrangera: Man of Aran de Robert J. Flaherty
- Millor pel·lícula italiana: Teresa Confalonieri de Guido Brignone
- Medalla daurada: Stadio de Carlo Campogalliani
- Millor Actor: Wallace Beery per Viva Villa!
- Millor Actriu: Katharine Hepburn per Little Women
- Millor Animació: Walt Disney per Funny Little Bunnies
- Recomanació especial:
  - Death Takes a Holiday de Mitchell Leisen
  - The Invisible Man de James Whale
  - The World Moves On de John Ford
  - Viva Villa! de Jack Conway
- Millor curtmetratge: Voulez-vous être un assassin? de Marcel De Hubsch
- Millor fotografia: Dood water de Andor von Barsy
- Premi Especial: Seconda B de Goffredo Alessandrini
- Diploma Honorari:
  - En stilla flirt de Gustaf Molander
  - Leblebici horhor aga de Muhsin Ertuğrul
  - Nippon Nippon de Katsudo Shashin
  - Se ha fugado un preso de Benito Perojo
  - Savitri de C. Pullaiah[3]
  - Seeta de Debaki Bose